# مایتلند وارد
مایتلند وارد (انگلیسی: Maitland Ward؛ زادهٔ ۳ فوریهٔ ۱۹۷۷) یک هنرپیشه و پورن استار اهل ایالات متحده آمریکا است. وی از سال ۱۹۹۴ میلادی تاکنون مشغول فعالیت بوده‌است.
از فیلم‌ها یا برنامه‌های تلویزیونی که وی در آن نقش داشته است می‌توان به دختران سفیدپوست اشاره کرد.
در سال 2020 به صنعت پورن پیوست.